# آندرانیک آدامیان
آندرانیک آدامیان (انگلیسی: Andranik Adamyan؛ زادهٔ ۲۲ ژانویهٔ ۱۹۵۲ در گیومری) مربی فوتبال اهل ارمنستان است.

## باشگاهی
از باشگاه‌هایی که در آن بازی کرده‌است می‌توان به باشگاه فوتبال شیراک اشاره کرد.